# Liad Shoham
Liad Shoham (en hébreu : ליעד שהם), né le 31 décembre 1971 à Givatayim, près  de Tel-Aviv, est un écrivain israélien, auteur de roman policier et de littérature d'enfance et de jeunesse.

## Biographie
Fils d'un diplomate et employé du Ministère de la Défense d'Israël et d’une mère longtemps proviseure du lycée Tihon Hadash, il passe une partie de son enfance à Paris, où son père est attaché d'ambassade. Quand la famille rentre au pays, elle s'installe à Petah Tikva.
Liad Shoham fait des études supérieures et obtient un diplôme en Droit à l'université hébraïque de Jérusalem, avant d'étudier le Droit commercial international au London School of Economics. Membre du barreau d'Israël à partir de 1997, il travaille comme attorney spécialisé en Droit administratif et en Droit des affaires. Il est également membre d'un cabinet d'avocats.
Il commence à écrire pendant ses études à Londres. Ses premiers textes publiés sont des récits humoristiques à propos de la Bible. Il aborde ensuite le thriller et fait également paraître des ouvrages de littérature d'enfance et de jeunesse. Plusieurs de ses publications sont des best-sellers en Israël.

## Œuvre traduite en français
- Misdar ziyhwy Publié en français sous le titre Tel Aviv suspects, traduit par Jean-Luc Allouche, Paris, Éditions les Escales, coll. « Les Escales noires », 2013, 372 p.  (ISBN 978-2-36569-042-3)[1]
- ʿIyr miqlaṭ Publié en français sous le titre Terminus Tel-Aviv, traduit par Jean-Luc Allouche, Paris, Éditions les Escales, coll. « Les Escales noires », 2014, 376 p.  (ISBN 978-2-36569-043-0)[2]
- אם המושבות Publié en français sous le titre Oranges amères, traduit par Laurent Cohen, Paris, Éditions les Escales, coll. « Les Escales noires », 2015, 432 p.  (ISBN 978-2-365-69141-3)